# Rheinland Lions
Der Rheinland Lions Australian Football Club in Cologne e. V. (RFC) ist ein Australian-Football-Verein aus Köln.

## Geschichte
Seine Ursprünge hat der RFC in Düsseldorf, wo er 2002 unter dem Namen Düsseldorf Demons von ehemaligen Rugby-Union- und Gaelic-Football-Spielern gegründet wurde.
Ab 2004 trat der RFC unter dem Namen Düsseldorf Lions als fünfter Australian-Football-Verein der 1999 gegründeten Australian Football League Germany (AFLG) bei, der höchsten Spielklasse in Deutschland.
2006 zog der RFC nach Köln um, was anfangs zu Spielerverlusten führte. Mit dem Umzug kamen jedoch zugleich die ersten sportlichen Erfolge auf. Von 2007 bis 2009 realisierte die Mannschaft den Hattrick im Rahmen der Deutschen Meisterschaft. 2011 und 2014 konnte der RFC, der auch zahlreiche Spieler für die deutsche Nationalmannschaft stellt, erneut Deutscher Meister sowie 2015 sogar Vizemeister in der Australian Football Champions League werden.
Seit 2013 ist der RFC auf der Bezirkssportanlage im Kölner Stadtteil Bocklemünd zuhause.

## Meisterschaftserfolge
| Jahr | Wettbewerb     |
| ---- | -------------- |
| 2006 | AFLG 16’s-Liga |
| 2007 | AFLG 16’s-Liga |
| 2008 | AFLG 16’s-Liga |
| 2009 | AFLG 16’s-Liga |
| 2010 | AFLG 16’s-Liga |
| 2011 | AFLG 16’s-Liga |
| 2012 | AFLG 16’s-Liga |
| 2013 | AFLG 16’s-Liga |
| 2014 | AFLG 16’s-Liga |
| 2015 | AFLG 16’s-Liga |
| 2016 | AFLG 16’s-Liga |

## Vereinslied
Die Melodie des Vereinsliedes des RFC entspricht dem Karnevalslied „Viva Colonia“ von den Höhnern.
| Englische Original | Deutsche Übersetzung |
| --- | --- |
| We've taken the test, We did not flounder. We are victorious. We showed them how to play And we'll do it any day. The Rheinland Lions will take the flag And with us it will stay. Bursting with pride We don't surrender, We are so glorious. We'll fight them in the sun And we'll fight them in the rain. We'll fight them till the siren goes And don't feel any pain! | Wir standen auf dem Prüfstand, Wir haben bestanden. Wir sind siegreich. Wir haben ihnen gezeigt wie man spielt Und wir werden es jederzeit wieder tun. Die Rheinland Löwen werden die Flagge erringen Und sie wird bei uns bleiben. Platzend vor Stolz, Wir geben nicht auf, Wir sind ruhmreich. Wir werden gegen sie antreten/kämpfen bei Sonnenschein Und wir werden gegen sie antreten/kämpfen bei Regen. Wir werden gegen sie kämpfen bis die Sirene geht Und spüren dabei keinen Schmerz! |